# Дженніфер Сайм
Дженніфер Сайм (англ. Jennifer Syme; 7 грудня 1972 — 2 квітня 2001) — американська кіноакторка.

## Біографія
Дженніфер Сайм жила в Піко-Рівера до 18 років. Незабаром після переїзду в Лос-Анджелес вона отримала роботу асистентки режисера Девіда Лінча. У 1997 році виконала невелику роль у трилері Лінча «Шосе в нікуди».
На початку 1998 року на вечірці познайомилася з Кіану Рівзом, у них почався роман. У 1999 році Дженніфер завагітніла. 8 січня 2000 року повинна була народитися дочка, яку вони збиралися назвати Ава Арчер Сайм-Рівз, але в грудні 1999 року, за тиждень до пологів, лікар перестав чути биття серця дитини. УЗД показало, що дівчинка померла в утробі матері, причиною смерті став тромб в пуповині.
У 2000—2001 Дженніфер працювала в звукозаписній компанії в Лос-Анджелесі.

## Смерть
1 квітня 2001 року Дженніфер Сайм була присутня на вечірці в будинку музиканта Меріліна Менсона. Після того, як вона з'їздила на вечірку в інший будинок, вона збиралася знову повернутися в будинок Менсона. 2 квітня 2001 року 28-річна Дженніфер Сайм загинула в автокатастрофі. Її автомобіль Jeep Grand Cherokee врізався в три припарковані машини на вулиці Cahuenga Boulevard у Лос-Анджелесі. Дженніфер не пристебнулася ременем безпеки і вилетіла з машини в момент зіткнення. Вона померла миттєво. Поліція вважає, що під час аварії Дженніфер перебувала під впливом ліків або наркотиків. Кіану Рівз поховав подругу на Вествудському цвинтарі Лос-Анджелеса поруч з могилою їхньої мертвонародженої дочки.
Девід Лінч присвятив Дженніфер Сайм фільм «Малголланд Драйв» (2001), про що зазначено у фінальних титрах фільму.

## Фільмографія
| Рік  |   | Українська назва | Оригінальна назва | Роль                             |
| ---- | - | ---------------- | ----------------- | -------------------------------- |
| 1997 | ф | Загублене шосе   | Lost Highway      | дівчина-наркоманка / Junkie Girl |